# La bottiglia incantata
La bottiglia incantata (The Bottle Imp) è un film muto del 1917 diretto da Marshall Neilan, tratto dal racconto Il diavoletto nella bottiglia (1891) di Robert Louis Stevenson.

## Trama
Lopaka, povero pescatore hawaiano, si innamora di Kokua, una giovane di sangue reale. Il padre della ragazza gli rifiuta la mano di Kokua a meno che Lopaka non gli porti due piume di un rarissimo uccello. In montagna, mentre è alla ricerca dell'uccello, il giovane pescatore incontra un prete in punto di morte che gli vende una bottiglia contenente il dio del vulcano, Kono. Il prete lo mette in guardia dai pericoli della bottiglia. Se quando morirà, l'avrà ancora, sarà dannato e l'unico modo per sbarazzarsene sarà quello di venderla a un prezzo minore di quanto l'ha pagata. Lopaka, che vuole diventare ricco per poter sposare Kokua, accetta.
Quando si sposa, vende la bottiglia. Va tutto bene per un po' di tempo, ma Lopaka contrae la lebbra. Per guarire, ricorre di nuovo alla bottiglia, comprandola di nuovo me è costretto a pagarla con la più piccola moneta dell'isola. Per salvare il marito sacrificandosi al suo posto, Kokua riesce a trovare una moneta francese, di valore ancora minore e ricompra lei la bottiglia. Per sua fortuna, un marinaio malvagio si presenta con una piccolissima monetina cinese e si porta via la bottiglietta e il suo contenuto: ma finisce annegato in mare, sparendo con il dio del vulcano prigioniero. Lopaka e Kokua diventano di nuovo poveri, ma sono felici insieme.

## Produzione
Il film venne prodotto dalla Jesse L. Lasky Feature Play Company e venne girato alla Hawaii.

## Distribuzione
Uscito nelle sale il 26 marzo 1917, il film fu distribuito dalla Famous Players-Lasky Corporation e dalla Paramount Pictures. In Italia è uscito nel 1922.

### Censura
In Italia la censura impose di ridurre le scene di lotta tra Lopaka e il marinaio a brevi visioni.